# Pietro Pellegri
Pietro Pellegri (17. březen 2001 Janov, Itálie) je italský profesionální fotbalista, který hraje na pozici útočníka za italský klub Empoli a za italský národní tým.

## Přestupy
- z Janov CFC do AS Monaco za 20 900 000 Euro
- z AS Monaco FC do AC Milán za 493 000 Euro (hostování)
- z AS Monaco FC do Turín FC za 4 200 000 Euro

## Kariéra

### Klubová
Je absolventem mládežnické akademie Janova a v prosinci 2016 debutoval v jeho seniorském týmu. Ve věku 15 let a 280 dní tak vyrovnal rekord Amedea Amadeie jako historicky nejmladšího účastníka Serie A. V utkání Janova proti SS Lazio 17. září 2017, které jeho tým prohrál 2:3, se stal nejmladším hráčem, který kdy vstřelil v jednom utkání italské nejvyšší soutěže dvě branky.

### Reprezentační
Je bývalým hráčem italské reprezentace do 17 let, s níž se zúčastnil mistrovství Evropy do 17 let 2017 v Chorvatsku. Italové vypadli v základní skupině, Pellegri vstřelil jednu branku v závěrečném utkání proti Turecku (porážka 1:2).

## Statistika
| Sezóna           | Klub             | Liga             | Liga   | Liga | Ligové poháry | Ligové poháry | Ligové poháry | Kontinentální poháry | Kontinentální poháry | Kontinentální poháry | Celkem | Celkem |
| Sezóna           | Klub             | Soutěž           | Zápasy | Góly | Soutěž        | Zápasy        | Góly          | Soutěž               | Zápasy               | Góly                 | Zápasy | Góly   |
| ---------------- | ---------------- | ---------------- | ------ | ---- | ------------- | ------------- | ------------- | -------------------- | -------------------- | -------------------- | ------ | ------ |
| 2016/17          | Janov            | Serie A          | 3      | 1    | IP            | 0             | 0             | -                    | 0                    | 0                    | 3      | 1      |
| 2017/18          | Janov            | Serie A          | 6      | 2    | IP            | 1             | 0             | -                    | 0                    | 0                    | 7      | 2      |
| Celkem za Janov  | Celkem za Janov  | Celkem za Janov  | 9      | 3    | -             | 1             | 0             | -                    | 0                    | 0                    | 10     | 3      |
| 2018             | Monaco           | Ligue 1          | 3      | 0    | FP+FLP        | 0             | 0             | LM                   | 0                    | 0                    | 3      | 0      |
| 2018/19          | Monaco           | Ligue 1          | 3      | 0    | FP+FLP+FS     | 0             | 0             | LM                   | 0                    | 0                    | 3      | 1      |
| 2019/20          | Monaco           | Ligue 1          | 0      | 0    | FP+FLP        | 0             | 0             | -                    | 0                    | 0                    | 0      | 0      |
| 2020/21          | Monaco           | Ligue 1          | 16     | 1    | FP            | 1             | 0             | -                    | 0                    | 0                    | 17     | 1      |
| Celkem za Monaco | Celkem za Monaco | Celkem za Monaco | 22     | 2    | -             | 1             | 0             | -                    | 0                    | 0                    | 23     | 2      |
| 2021/22          | Milán            | Serie A          | 6      | 0    | IP            | 0             | 0             | LM                   | 0                    | 0                    | 6      | 0      |
| 2022             | Turín            | Serie A          | 9      | 1    | IP            | 0             | 0             | -                    | 0                    | 0                    | 9      | 1      |
| 2022/23          | Turín            | Serie A          | 18     | 2    | IP            | 2             | 2             | -                    | 0                    | 0                    | 20     | 4      |
| 2023/24          | Turín            | Serie A          | 24     | 1    | IP            | 2             | 0             | -                    | 0                    | 0                    | 26     | 1      |
| Celkem za Turín  | Celkem za Turín  | Celkem za Turín  | 51     | 4    | -             | 4             | 2             | -                    | 0                    | 0                    | 55     | 6      |
| 2024/25          | Empoli           | Serie A          | 11     | 3    | IP            | 1             | 0             | -                    | 0                    | 0                    | 12     | 3      |
| Celkově          | Celkově          | Celkově          | 99     | 12   | -             | 7             | 2             | -                    | 0                    | 0                    | 106    | 14     |